# نلی شمالی
نلی شمالی (به انگلیسی: Nali Shumali) یک روستا در پاکستان است که در ناحیه خوشاب واقع شده‌است.